# EU-VS Data Privacy Framework
Het EU-VS Data Privacy Framework (DPF, of soms TADPF voor “Trans-Atlantic Data Privacy Framework”) is een beleidskader voor gegevensoverdracht tussen de Europese Unie en de Verenigde Staten. Eerdere regelingen - de internationale Safe Harbor Privacy Principles (2000-2015) en het EU-VS-privacyschild (2016-2020) zijn door het Europees Hof van Justitie ongeldig verklaard, op aansturen van privacy-activist Max Schrems, vanwege de vrees dat persoonsgegevens die de EU-grenzen verlaten, onderhevig zijn aan grootschalig Amerikaans overheidstoezicht.
Over het kader werd in maart 2022 in principe een overeenstemming bereikt. Op 8 oktober 2022 tekende president Joe Biden een uitvoeringsbesluit om het aangekondigd kader te implementeren, en op 10 juli 2023 heeft de Europese Commissie een adequaatheidsbesluit voor het ‘EU-US Data Privacy Framework’ aangenomen.
Toch blijven de Europese privacytoezichthouders bezorgd, evenals privacy-organisaties, die geen wezenlijk verschil zien tussen het Framework en vorige, ongeldig verklaarde regelingen.